# 쇼니 사다쓰네
쇼니 사다쓰네(일본어: 少弐 貞経, しょうに さだつね)는 일본 가마쿠라 시대(鎌倉時代) 후기에서 남북조 시대(南北朝時代)에 걸쳐 활약했던 무장(武将)이자 쇼니씨(少弐氏) 5대 당주이다.

## 생애
분에이(文永) 9년(1272년), 쇼니 모리쓰네(少弐盛経, 쇼니 쓰네스케의 아들)의 아들로써 태어났다.
가마쿠라 막부(鎌倉幕府)의 싯켄(執権) ・ 호조 사다토키(北条貞時)로부터 이름자 한 자를 받아 사다쓰네(貞経)라 하였다. 겐코(元弘) 3년/쇼쿄(正慶) 2년(1333년) 3월 13일, 기쿠치 다케토키(菊池武時)가 거병하였을 때 동조를 구하였으나 사다쓰네는 이를 거부하고 진제이 단다이(鎮西探題) 호조 히데토키(北条英時)나 오토모 사다무네(大友貞宗) 등과 함께 다케토키를 패사시켰다. 5월에 로쿠하라 단다이(六波羅探題)가 아시카가 다카우지(足利高氏)에게 공략되었음을 알고 반막부세력이 우세함을 깨닫고 다카우지에게 호응하여 사다무네나 시마즈 사다히사(島津貞久)와 함께 막부로부터 이반하여 단다이를 공격, 히데토키를 자결로 몰아갔다. 그 공적으로 겐무 신정(建武の新政) 체제에서 지쿠젠국(筑前国) ・ 부젠국(豊前国) ・ 지쿠고국(筑後国)의 슈고(守護)로 임명되었다.
겐무(建武) 2년(1335년) 나카센다이의 난(中先代の乱)을 계기로 다카우지가 고다이고 천황(後醍醐天皇)에 대한 반기를 들자 이에 응하였다. 이듬해인 겐무 3년/엔겐(延元) 원년(1336년) 2월에 규슈로 내려온 타카우지를 맞이하고자 29일에 아들 요리히사(頼尚)에게 5백 기를 주어 원군으로 파견하였는데, 바로 이날 주력군이 원정을 나간 틈을 타 기쿠치 다케토시(菊池武敏)나 아소 고레나오(阿蘇惟直) 등 왕실 지지 세력이 쳐들어왔고, 쇼니 사다쓰네는 이를 필사적으로 막다 중과부적으로 일족 100여 명과 함께 우치야마 성(有智山城)에서 자결하였다. 향년 65세였다.
가독(家督)은 요리히사가 이었다. 요리히사의 동생 ・ 쓰네카즈(経員)는 바바 씨(馬場氏, 쇼니 바바 씨少弐馬場氏)를 칭하였다.

## 참고 자료
- 『고다이고 천황기』(後醍醐天皇紀) 自元弘三年三月十三日至是月
- 『류조지 문서』(龍造寺文書)
- 『구사노 가 고문서』(草野家古文書)
- 『매송론』(梅松論)

| 전임 쇼니 모리쓰네 | 제5대 쇼니씨 당주 | 후임 쇼니 요리히사 |